# Solomon Smulewitz
Shlomo Smulewitz, également connu sous le nom de Solomon Small (Pinsk, 13 avril 1868 - New York, 1er janvier 1943) est un acteur, chanteur-compositeur et badchen yiddish. Particulièrement actif dans les années 1900 et 1910, il crée un équivalent yiddish aux chansons populaires américaines.

## Biographie
Né à Pinsk ou Minsk suivant les différentes sources, toutes deux alors dans l’Empire russe, aujourd'hui en Biélorussie, Shlomo Smulewitz émigre aux États-Unis en 1889. Il enregistre pour Victor et Zonophone principalement, mais aussi pour UHD&C et Columbia Records.

## Œuvre
Avec plus de 150 chansons, il est le plus prolifique des chanteurs-compositeurs yiddish. Il avait pour modèle Eliakum Zunser (1836-1913).
A la différence des chanteurs en yiddish qui l'ont précédé, et qui étaient des chanteurs de rue, S. Smulewitz a bénéficié de la diffusion qu'apportaient les maisons de disques. On possède de lui une grande quantité d'enregistrements de ses propres compositions, la plus connue actuellement étant A brivele der mamen (« Une petite lettre à Maman », 1907), surnommée « la chanson des immigrants ». Il a aussi composé beaucoup de kale bazetzn, pièces destinées à faire pleurer la fiancée pendant un mariage. Elle raconte l'histoire d'une mère que son fils émigré aux États-Unis a oubliée ; elle lui demande seulement de lui écrire une lettre, mais il néglige de le faire.
Pour Irene Heskes, il est le musicien yiddish le plus doué pour l'innovation et il a laissé une œuvre importante. Il était un excellent interprète de ses propres chansons et a adapté les airs yiddish aux chansons populaires en anglais. Il écrivit aussi pour beaucoup d'autres interprètes. Son répertoire traduit la vie des immigrés juifs avec leur cortège de déceptions.